# Вилхелм Паул Лудвиг фон Льовенщайн-Вертхайм-Фройденберг
Вилхелм Паул Лудвиг фон Льовенщайн-Вертхайм-Фройденберг (на немски: Wilhelm Paul Ludwig 4. Prinz zu Löwenstein-Wertheim-Freudenberg; * 19 март 1817, Щутгарт; † 10 март 1887, Карлсруе) е от 1861 г. 4. княз на Льовенщайн-Вертхайм-Фройденберг и немски племенен господар.

## Живот
Той е най-големият син на граф (принц от 1812) Вилхелм Ернст Лудвиг Карл фон Льовенщайн-Вертхайм-Фройденберг (1783 – 1847) и съпругата му Доротея Кристина фон Калден (1791 – 1862), дъщеря на Ханс-Адам фон Калден и София Беата Кристина фон Цепелин. Внук е на 1. княз Йохан Карл Лудвиг фон Льовенщайн-Вертхайм-Фройденберг (1740 – 1816) и ландграфиня Доротея Мария фон Хесен-Филипстал-Бархфелд (1738 – 1799). Брат е на принц Леополд Емил Лудвиг Конрад фон Льовенщайн-Вертхайм-Фройденберг (1827 – 1893). Потомък е на курфюрст Фридрих I Победоносни от Пфалц (1425 – 1476) от род Вителсбахи.
Принц Вилхелм получава хуманистично образование от частни учители в Женева и Дрезден. Той следва право, икономика, философия и изкуство в университета в Бон. В Бон той живее в апартамент заедно с приятеля си принц Алберт фон Сакс-Кобург-Гота. След това той следва в университета в Берлин и започва дипломатична служба. Той е на работа в „Пруското външно министерство“ в Берлин и през 1840 г. е изпратен като секретар в посолството в Лондон, след това в Лисабон, от където пътува до Испания и Мароко. Заради революционните неспокойствия той напуска и се връща през 1848 г. в Дрезден при родителите си, където се запознава с бъдещата си съпруга. На 20 април 1852 г. в Пилниц при Дрезден Вилхелм се жени за графиня Олга Клара фон Шьонбург-Фордерглаухау (* 28 януари 1831; † 16 март 1868), дъщеря на граф Карл Хайнрих Албан фон Шьонбург-Глаухау (1804 – 1864) и рау-графиня Кристиана Мария Амалия фон Женисон-Валворт (1806 – 1880). До 1856 г. живее в княжеското имение в Бохемия. Той става член на пруското посолство в Бавария.
Принц Вилхелм става на 9 август 1861 г. новият княз на Льовенщайн-Вертхайм-Фройденберг със смъртта на роднината му 3. княз Адолф. От тогава като баденски племенен господар той има място и глас в Първата камера в „племеното събрание“ на Баден и е президент от 1861 до 1863 г. на тази камера. Освен това той е от 1861 г. също член на Първата камера в Бавария, Хесен-Дармщат и Вюртемберг.
След смъртта на съпругата му Олга Клара Вилхелм се жени втори път (морг.) на 25 май 1870 г. в Париж за Берта Хаген (* 26 март 1845, Росток; † 21 август 1895, Зебург при Луцерн), дъщеря на Фридрих Лудвиг Филип Хаген и Доротея Шмидт. Тя е издигната на 1 юни 1870 г. от великия херцог на Баден на „фрайфрау фон Грюнау“. Децата им имат титлата „фрайхерен фон Грюнау“:
Вилхелм умира на 10 март 1887 г. на 69 години в Карлсруе, девет дена преди да стане на 70 години.

## Деца
От Олга Клара има 9 деца:
- Ернст (* 25 септември 1854, Дрезден; † 20 април 1931, Кройцвертхайм), княз от 1887 г., женен на 17 юни 1886 г. в Путбус за графиня Ванда Августа фон Вилих и Лотум (* 2 декември 1867, Берлин; † 10 март 1930 в Кройцвертхайм); бездетен
- Алфред (* 19 октомври 1855, Зиблебен; † 20 април 1925, Лангенцел), женен на 9 февруари 1880 г. във Франкфурт на Майн за графиня Паолина фон Райхенбах-Лесониц (* 5 юни 1858, Франкфурт; † 21 октомври 1927, Лангенцел); има шест деца
- Фолрат Лудвиг Карл (* 30 ноември 1856, Зиблебен; † 2 май 1919, Клайнгемюнд)
- Карл Лудвиг Вилхелм Константин (* 6 април 1858, Хайделберг; † 22 декември 1928, Берлин)
- Фридрих Ернст Лудвиг (* 23 февруари 1860, Мюнхен; † 6 януари 1920, Некаргемюнд), женен на 13 април 1893 г. в Лондон за Хедвиг Алойзия Мюлер (* 13 февруари 1862; † 13 януари 1949); тя е издигната на „Фрау Льовенщайн фон Фройденберг“; няма деца
- Вилхелм Густав Лудвиг (* 25 януари 1863, Кройцвертхайм; † 17 август 1915, Тилсит), женен на 26 ноември 1887 г. в Баден-Баден за фрайин Луиза фон Фабриче (* 16 април 1859, Хайделберг; † 19 май 1927, Мюнхен); има два сина и дъщеря
- Лудвиг (* 19 юли 1864, Кройцвертхайм; † 26 март 1899, убит в битка до Манила), женен на 15 май 1897 г. в Лондон за лейди Анне Савиле (* 25 май 1864, Лондон; † 31 август 1927 в морето като пилот); няма деца
- Мария (* 14 декември 1861, Кройцвертхайм; † 26 април 1941, Бюдинген), омъжена на 10 октомври 1882 г. в Трифенщайн за граф Фридрих фон Липе-Бистерфелд (* 10 май 1852; † 15 август 1892), син на граф Юлиус фон Липе-Бистерфелд (1812 – 1884) и графиня Аделхайд Клотилда Августа фон Кастел-Кастел (1818 – 1900); има три дъщери
- Адела (* 24 март 1866, Кройцвертхайм; † 15 октомври 1890, Полски-Вартенберг), омъжена на 20 юни 1885 г. в Трифенщайн за принц Густав Бирон фон Курландия (* 17 октомври 1859; † 8 януари 1941); има 2 сина

От Берта Хаген има две деца:
- Курт фон Грюнау (* 1871, Кройцвертхайм; † 1939, Берлин), фрайхер на Грюнау, женен 1921 г. в Берлин за Евгения Рьослер (1863 – 1958), бездетен
- Вернер фон Грюнау (* 1874, Карлсруе; † 1956, Карлсруе), фрайхер на Грюнау, женен 1904 г. в Ст. Маргаретс за Елизабет Хааг (1883 – 1977); има син и дъщеря